# 海南省公安厅安康医院
海南省公安厅安康医院隶属于海南省公安厅，位于海南省定安县仙沟。该医院是一所安康医院，是对危害社会治安的精神病人依法进行强制医疗的专门机构。除了强制医疗外，该医院还依法收治海南省患有传染性疾病的吸毒人员，以及患有严重疾病但在诉讼期间不宜取保候审的犯罪嫌疑人。

## 简介
该医院于2005年12月1日正式揭牌。